# Nigritien

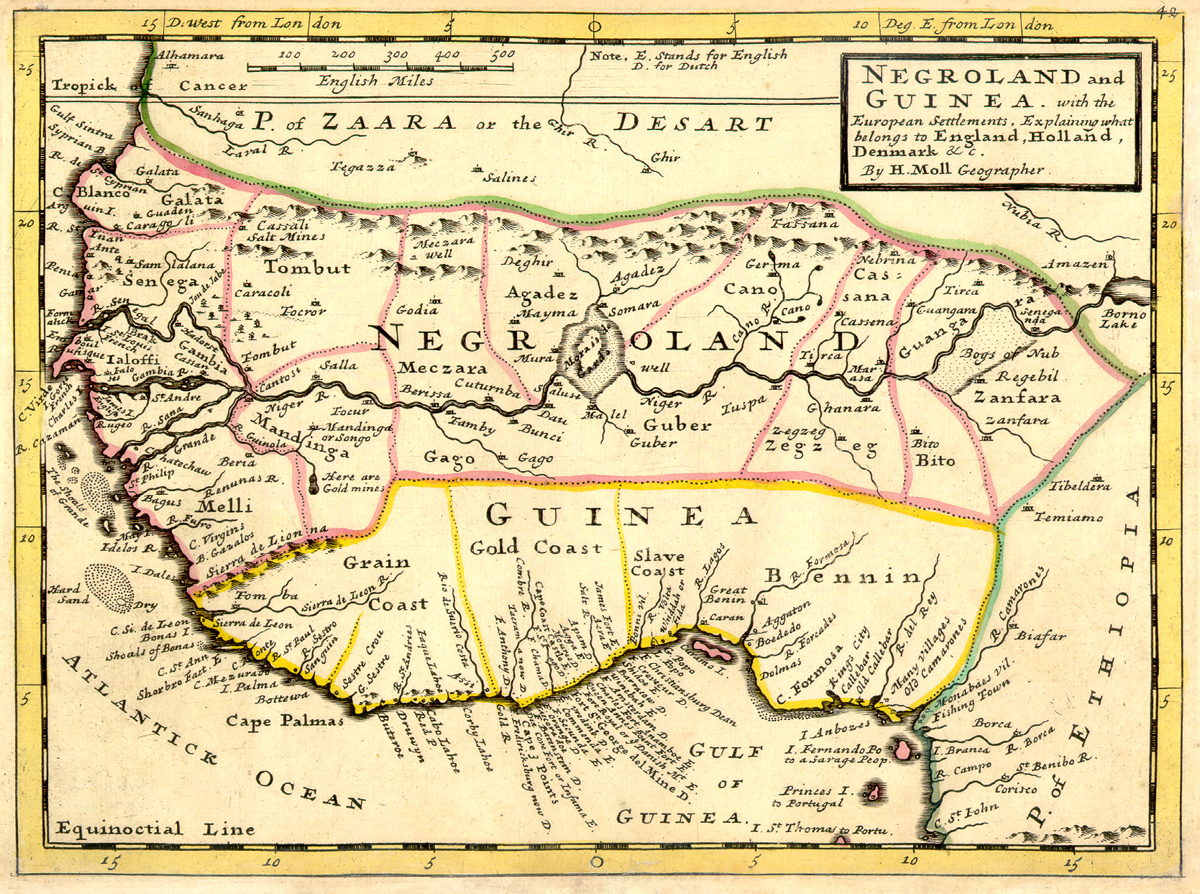
NEGROLAND and GUINEA. with the European settlements, Explaining what belongs to England, Holland, Denmark &c.
By H. Moll Geographer, 1729

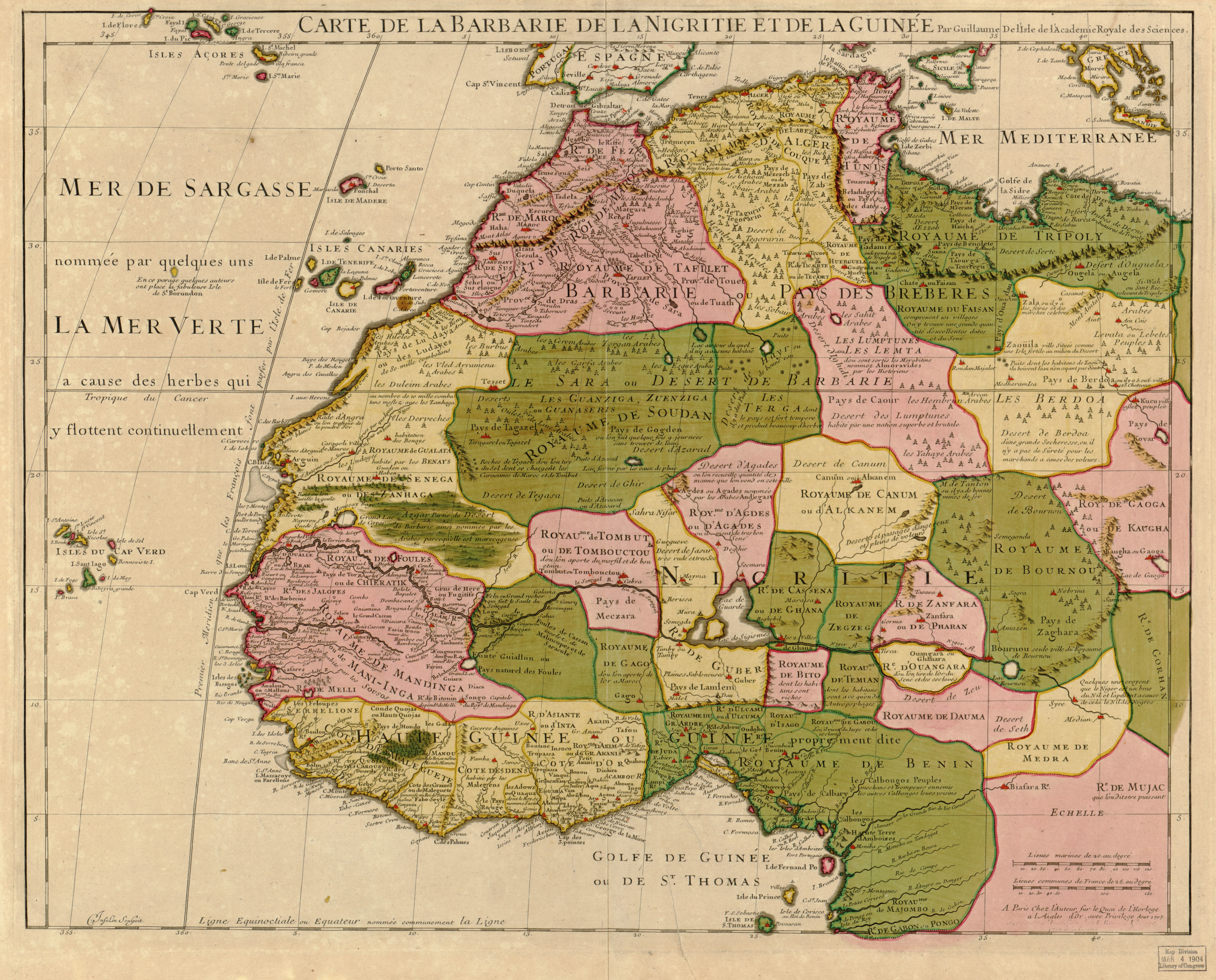
CARTE DE LA BARBARIE DE LA NIGRITIE ET DE LA GUINÉE von Guillaume Delisle, 1707

Nigritien oder Negerland/Negernland (französisch Nigritie, englisch Negroland, von lateinisch Nigritia) war eine während der frühen Kolonialzeit gebrauchte Bezeichnung für die subsaharische Region Westafrikas. Von dem westlichen Teil der Großlandschaft Sudan waren die Küstenregionen etwas genauer erforscht, während über das Landesinnere kaum etwas bekannt war, so dass Harms resümiert: „Mit anderen Worten: Nigritie war ein Fantasiegebilde europäischer Kartografen.“
Nach zeitgenössischer Vorstellung bildeten die Flüsse Negerlands Senegal, Gambia und Niger ein einziges Flusssystem. Die Bewohner Nigritiens werden als Negres bezeichnet, ihr Muschelgeld als Nigritarum moneta. Zu Nigritien zählten die Königreiche Bornu, Guangaro, Kano, Kassena, Agades, Tombus, Canvia, Gualata, Genehoa, Jouli, Zansara, Zegzeg, Gago, Baugana, Cuntori, Manding, Cacagcalis, Sausos, Becca Bena und Melli. Als man die Flüsse Senegal, Gambia und Niger unterscheiden konnte, unterteilte man Nigritien in West-Nigritien oder Senegambien am Atlantischen Ozean und das innere oder eigentliche Nigritien am Fluss Niger.